# Elovo, Smolean
Elovo (în bulgară Ельово) este un sat în comuna Smolean, regiunea Smolean,  Bulgaria. 

## Demografie
Componența etnică a satului Elovo
     Bulgari (75%)
     Nicio identificare (25%)
     Altele (0%)
La recensământul din 2011, populația satului Elovo era de 12 locuitori. Din punct de vedere etnic, majoritatea locuitorilor (75%) erau bulgari. Pentru 25% din locuitori nu este cunoscută apartenența etnică.